# Bhoutan aux Jeux olympiques d'été de 2016
Le Bhoutan participe aux Jeux olympiques d'été de 2016 Rio de Janeiro au Brésil du 5 août au 21 août. Il s'agit de sa 9e participation à des Jeux d'été.
Conformément à l'avis de la commission tripartite, il y aura un sportif bhoutanais aux Jeux à la suite de l'attribution d'un quota par le comité international de tir sportif.

## Tir
Lors du tournoi qualificatif de la zone Asie, Lenchu Kunzang réalise un score de 400 pointset finit 51e sur 57 compétiteurs dans sa catégorie ; elle atteint ainsi le minima de qualification qui était de 392.
| Athlète        | Compétition                         | Qualification | Qualification | Finale   | Finale   |
| Athlète        | Compétition                         | Points        | Rang          | Points   | Rang     |
| -------------- | ----------------------------------- | ------------- | ------------- | -------- | -------- |
| Kunzang Lenchu | Carabine à 10 m air comprimé femmes | 404.9         | 45e           | Éliminée | Éliminée |

Kunzang Lenchu réalise aux qualifications un score de 404.9, ce qui la classe 45e. Elle est éliminée de la suite de la compétition.

## Tir à l'arc
| Athlète | Compétition       | Tour préliminaire | Tour préliminaire | 1er tour                               | 2e tour          | 3e tour          | Quarts de finale | Demi-finales     | Finale           | Finale |
| Athlète | Compétition       | Score             | Rang              | Adversaire Score                       | Adversaire Score | Adversaire Score | Adversaire Score | Adversaire Score | Adversaire Score | Rang   |
| ------- | ----------------- | ----------------- | ----------------- | -------------------------------------- | ---------------- | ---------------- | ---------------- | ---------------- | ---------------- | ------ |
| Karma   | Individuel femmes | 588               | 60e               | Battue par Tuyana Dashidorzhieva 3 - 7 | Éliminée         | Éliminée         | Éliminée         | Éliminée         | Éliminée         | 33e    |